# Mario Traversoni
Mario Traversoni (né le 12 avril 1972 à Codogno, dans la province de Lodi, en Lombardie) est un ancien coureur cycliste italien.

## Biographie
Mario Traversoni devient professionnel en 1996 et le reste jusqu'en 2002. Il a notamment remporté une étape du Tour de France 1997, entre Montbéliard et Dijon.

## Palmarès

### Palmarès amateur
- 1992
  - Coppa Città di Melzo
  - Gran Premio Delfo
- 1993
  - Coppa Caduti Buscatesi
  - 2e du Circuito del Porto-Trofeo Arvedi
  - 2e du Circuito Alzanese
  - 3e du Trophée Antonietto Rancilio
  - 3e de la Piccola Tre Valli Varesine
- 1994
  - Piccola Tre Valli Varesine
  - Gran Premio Sannazzaro
  - Trofeo Sportivi Magnaghesi
  - Circuito Alzanese
- 1995
  - Trophée Antonietto Rancilio
  - 2e étape de la Semaine cycliste bergamasque
  - 2e et 6e étapes du Girobio

### Palmarès professionnel
- 1996
  - 2e du championnat d'Italie sur route
  - 2e du Grand Prix Bruno Beghelli
- 1997
  - 7e étape de Tirreno-Adriatico
  - 5ea étape de la Semaine catalane
  - 19e étape du Tour de France
- 1998
  - Clásica de Almería
  - 2e étape du Tour de Murcie
  - 3e du GP Llodio
- 1999
  - 3e étape de la Sea Otter Classic
  - 2e du Grand Prix de la côte étrusque
- 2000
  - 3e étape du Grand Prix Matosinhos
  - 1re étape du Grand Prix R.L.V.T.
  - 1re et 3e étapes du Grand Prix Philips
  - 5e étape du Grand Prix Jornal de Noticias

## Résultats sur les grands tours

### Tour de France
3 participations
- 1996 : abandon (10e étape)
- 1997 : 100e, vainqueur de la 19e étape
- 1998 : 95e

### Tour d'Italie
2 participations
- 1996 : abandon (13e étape)
- 1997 : abandon (19e étape)

### Tour d'Espagne
2 participations
- 1999 : 100e
- 2000 : abandon (6e étape)